# آلان ميندي
آلان ميندي (بالفرنسية: Alain Mendy)‏ (17 نوفمبر 1989 بداكار في السنغال - ) هو لاعب كرة قدم سنغالي في مركز الوسط. لعب مع فاسلاند بيفيرين ونادي بارما ونادي بروكسل ونادي روما ونادي مانتوفا وFostiras F.C. ‏.

## وصلات خارجية
- آلان ميندي على موقع قاعدة بيانات كرة القدم.إي يو (الإنجليزية)
- آلان ميندي على موقع Soccerway.com (الإنجليزية)